# Massimo Morales
Massimo Morales (Caserta, 20 aprile 1964) è un allenatore di calcio italiano.

## Carriera
La sua carriera da allenatore inizia nei primi anni novanta in Germania, come tecnico delle giovanili a Monaco di Baviera. Dopo una prima esperienza all'ESV, si trasferisce al Bayern Monaco dove nel 1994 viene nominato vice allenatore di Giovanni Trapattoni. Nel 1995 allena la King Faisal Babes a Kumasi, in Ghana.
Rientra in Italia nel 1996 e svolge l'attività di talent scout presso il Milan per due stagioni. Nel 1998 torna in Ghana, dove viene nominato vice allenatore della Nazionale ghanese. La stagione successiva si sposta nei Paesi Bassi e allena la squadra del De Graafschap per una stagione.
Nel 2000 allena il Potenza, in Serie D, mentre l'anno successivo si sposta in Svizzera al Bellinzona. Nel 2001-2002 torna in Italia per allenare prima la Rondinella in Serie C2 e successivamente il Varese in Serie C1. Nelle stagioni 2003-2004 e 2004-2005 allena in Germania, prima al Fortuna Düsseldorf, con il quale otterrà la promozione in Regional-Liga e la qualificazione alla coppa nazionale, e poi il Waldhof Mannheim. Successivamente torna in Italia, per svolgere il ruolo di osservatore del Napoli fino al capodanno del 2007.
Nel 2008 viene chiamato ad allenare in Repubblica Ceca il Příbram, con cui da subentrato conquista la promozione nel campionato di prima divisione. L'anno successivo ottiene brillantemente un'insperata salvezza a fine stagione.
Il 29 ottobre 2009 viene chiamato ad allenare l'Honvèd: in una situazione difficile, con la squadra all'ultimo posto in classifica nel campionato ungherese con 7 sconfitte in 12 gare, riuscirà a risollevare e salvare l'Honvèd, ottenendo in 18 gare 7 vittorie, 8 pareggi e 3 sconfitte; inoltre raggiungerà la semifinale nella coppa nazionale. A novembre, nonostante i risultati positivi, a causa del protrarsi del mancato pagamento dei salari allo staff tecnico e ai giocatori, si dimetterà per protesta dall'Honvèd.
Ad aprile 2013 subentra alla guida dello Stuttgarter Kickers in 3. Liga, conquistando una faticosa salvezza all'ultima giornata. A settembre 2013, dopo appena otto giornate di campionato, concorda la rescissione di contratto causa di divergenze con la società.
Nelle stagioni successive, grazie ai buoni rapporti con il proprietario Gino Pozzo, si occupa di scouting per conto della società inglese FC Watford.
Nel 2019 firma per il Daytona SC, nel campionato statunitense di quarta divisione USL League Two.
Nell'estate 2022 ha assunto la guida tecnica del Brescia, società di calcio femminile iscritta al campionato di Serie B. Il 10 settembre 2022, una settimana prima dell'inizio del campionato, è stato sollevato dall'incarico di comune accordo con la società bresciana.